# Vitellius (Préault)
 (avril 2022).
Si vous disposez d'ouvrages ou d'articles de référence ou si vous connaissez des sites web de qualité traitant du thème abordé ici, merci de compléter l'article en donnant les références utiles à sa vérifiabilité et en les liant à la section « Notes et références ».
Vitellius est une œuvre du sculpteur français Antoine Augustin Préault (Paris 1810-1879) conservée au Musée des Augustins de Toulouse. Il s’agit d’un médaillon en bronze représentant le profil droit d’un empereur romain Aulus Vitellius.

## Historique de l'œuvre
L’œuvre a été réalisée à partir d’un modèle en plâtre d'Auguste Préault intitulé  « Vieil empereur romain » qui fut refusé au Salon de 1834. Il fallut attendre 1864 pour que ce plâtre soit enfin exposé au Salon. En 1856, l'historien Théophile Silvestre parlait du médaillon comme d’« une espèce de Vitellius » et ce n’est qu’au Salon de 1870 que l’œuvre en bronze est présentée, cette fois-ci sous le nom de Vitellius. L’État a acheté ce bas-relief à Préault 2000 francs le 16 novembre 1871. Le maire de Toulouse le réclame en novembre 1871 et l’État le dépose en février 1872 au Musée Augustins où il est toujours conservé.

## Description
Préault représente dans un médaillon de 75 cm de diamètre (98 cm avec le cadre) le profil droit d’Aulus Vitellius, un empereur qui régna huit mois sur Rome en 69 apr. J.-C. avant de mourir mis en pièces par la foule. Son buste, placé de trois-quarts, est caché par une draperie d’étoffe épaisse. Les deux pans se croisent à l’avant et les plis profonds creusés en demi-cercles soulignent la forme ogivale du médaillon. Ses cheveux épais sont couronnés de lauriers et surmontés d’une dépouille de lion. Le profil est traité en fort relief ce qui dessine en fond une ombre théâtrale. Son visage est dur, puissant avec un front bosselé et des bajoues lourdes. Le visage paraît reposer directement sur les épaules tant le double menton est énorme.
L'œuvre présente trois inscriptions. La première, située en haut à droite et formée des lettres A et V en relief, correspond aux initiales d’Aulus Vitellius. En bas à droite du médaillon, la deuxième inscription « fondu par Charnod et fils » nous renseigne sur l’atelier de fonte et enfin à gauche se trouve la signature de l’artiste.

## Contextes
Le profil du Vitellius s’inspire des études de la forme des crânes de Lavater et des physionomistes du XIXe siècle. Ces études procèdent de la volonté de traquer la réalité sous tous ses aspects. Le médaillon de Préault procède des mêmes recherches scientifiques en nous montrant le « triomphe de la chair » dans le débordement des graisses du profil du Vitellius.

## Analyse

### Choix du sujet
Le médaillon s’inspire d’un célèbre portrait romain dit le « Vitellius de Venise ». Dans la lignée de cette inspiration antique, l’œuvre de Préault a été présentée à l’exposition du Musée du Louvre « D’après l’antique » en 2000-2001. Il s’agit de montrer la personnalité excessive et démesurée de l’empereur tout en s’émancipant du traitement classique du médaillon et en se détachant de l’antique.

### Réalisation de l’œuvre
Auguste Préault reprend le type du médaillon dans un traitement particulier. Le bas-relief et la technique esquissée, grâce au modelage, permettent le rendu des frémissements de la matière. Les jeux entre bas et haut-relief notamment illustrent la virtuosité de Préault. Il se serait inspiré, selon Millard (dans le Charivari, 1848) du projet de médaille de Daumier intitulée Louis-Philippe, dernier roi des français. Il se détache néanmoins de ce médaillon classique en offrant au spectateur une esthétique romantique moderne.

### Composition
La composition du médaillon est une composition en deux temps. D'une part la courbe dessinée par le drapé, avec ses plis cassés et tranchants accentue le détachement du profil par rapport à l’arrière-plan enfoncé et durcit les traits du profil. On trouve d'autre part la coiffe dont le traitement est plus confus.

### Esthétique
L'œuvre est rattachée au Romantisme en raison de l’insistance accordée aux différences de reliefs et du mouvement que crée le traitement du drapé. Les artistes romantiques étaient aussi particulièrement sensibles aux thèmes de la démence ou de la folie. Ici, il s'agit d'un portrait qui veut représenter une outrance et une démesure. La position de profil accentue  cet aspect. C'est aussi un portrait qui peut se lire de manière ironique si l'on considère le débordement de matière au niveau de la gorge d'Aulus Vitellius qui a été interprété comme la représentation du caractère glouton du personnage. Les traits du personnage sont ainsi poussés à l'extrême.  C’est une œuvre à l’échelle de la personnalité de l’empereur, à la fois outrancière et lyrique. Outrancière par les jeux de relief et lyrique par le mouvement qui en ressort. On peut noter le caractère dramatique du mouvement du drapé au premier plan traité en haut-relief et qui peut faire allusion aussi à l’outrance de l’empereur romain. C'est une œuvre complexe qui revisite le genre et permet de faire entrer une palette de sensations différentes à l'égard de ce personnage qui paraît outrancier et ridicule, figé et mouvant à la fois.

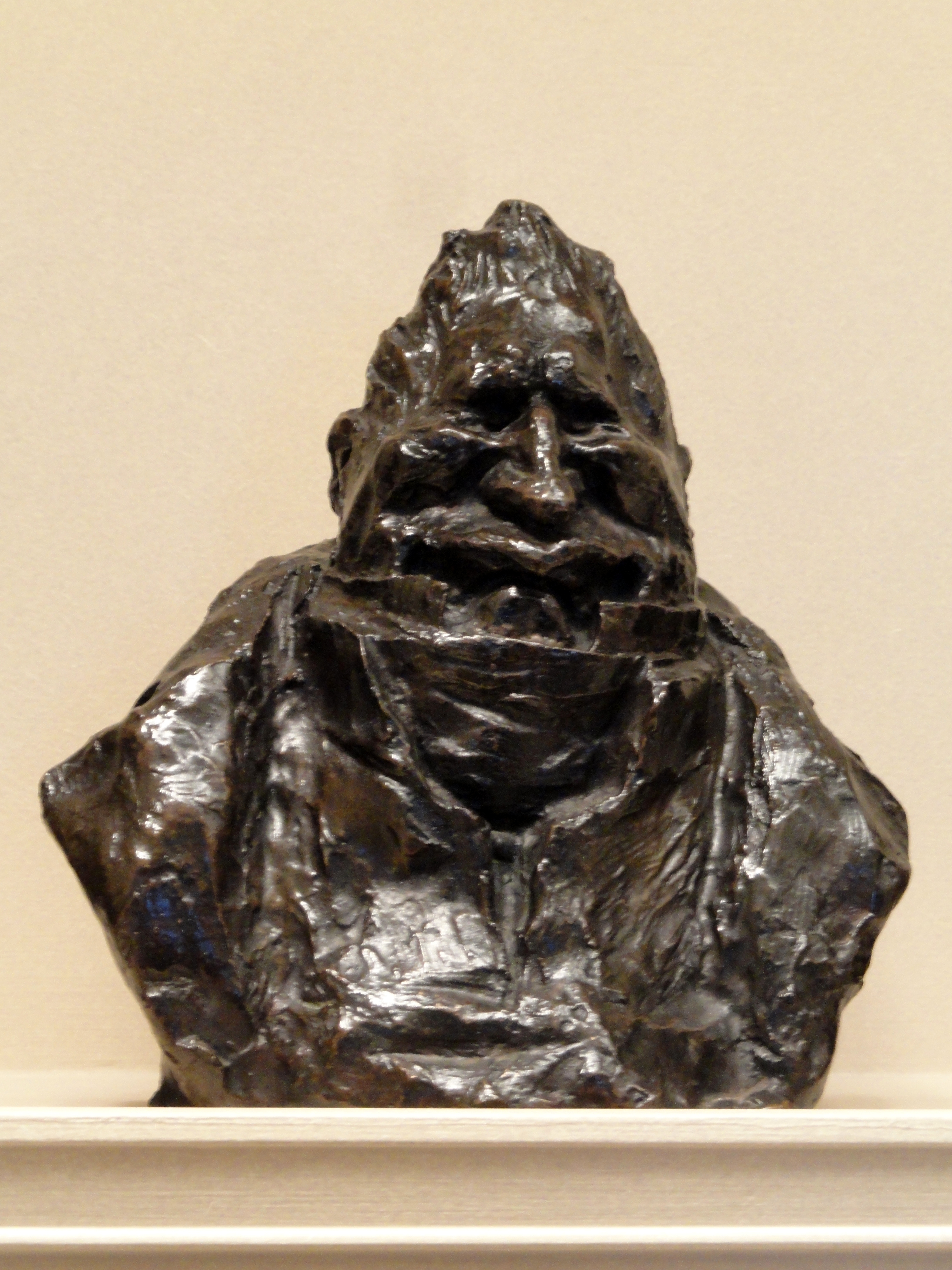
Honoré Daumier, Le Baron Joseph de Podenas, National Gallery of Art, Washington

## Réception
Préault a souvent été accusé de faire des caricatures. Ici, cette dimension caricaturale est présente dans le traitement de la coiffure qui, selon le critique d'art Ernest Chesneau s’assimile à un«  paquet d’éponges ». Mais ce sont surtout les détails du profil de l’empereur, comme s'ils étaient directement moulés sur nature, qui ont participé à la renommée de Préault.

## Postérité
Préault est l’incarnation du génie romantique. Le traitement flou de la chevelure, l’imprécision du mouvement et la mise en scène de la matière d'où sort directement ce profil en haut-relief, révolutionne l’art du médaillon et plus généralement celui de la sculpture. Des artistes se sont inspirés de Préault et en particulier Auguste Rodin qui, dans ses œuvres, fait surgir ses figures directement de la matière de manière souvent très brute. Il peut également avoir inspiré Rodin dans le traitement en haut relief du médaillon se situant sur la tombe du musicien César Franck au Cimetière du Montparnasse à Paris.

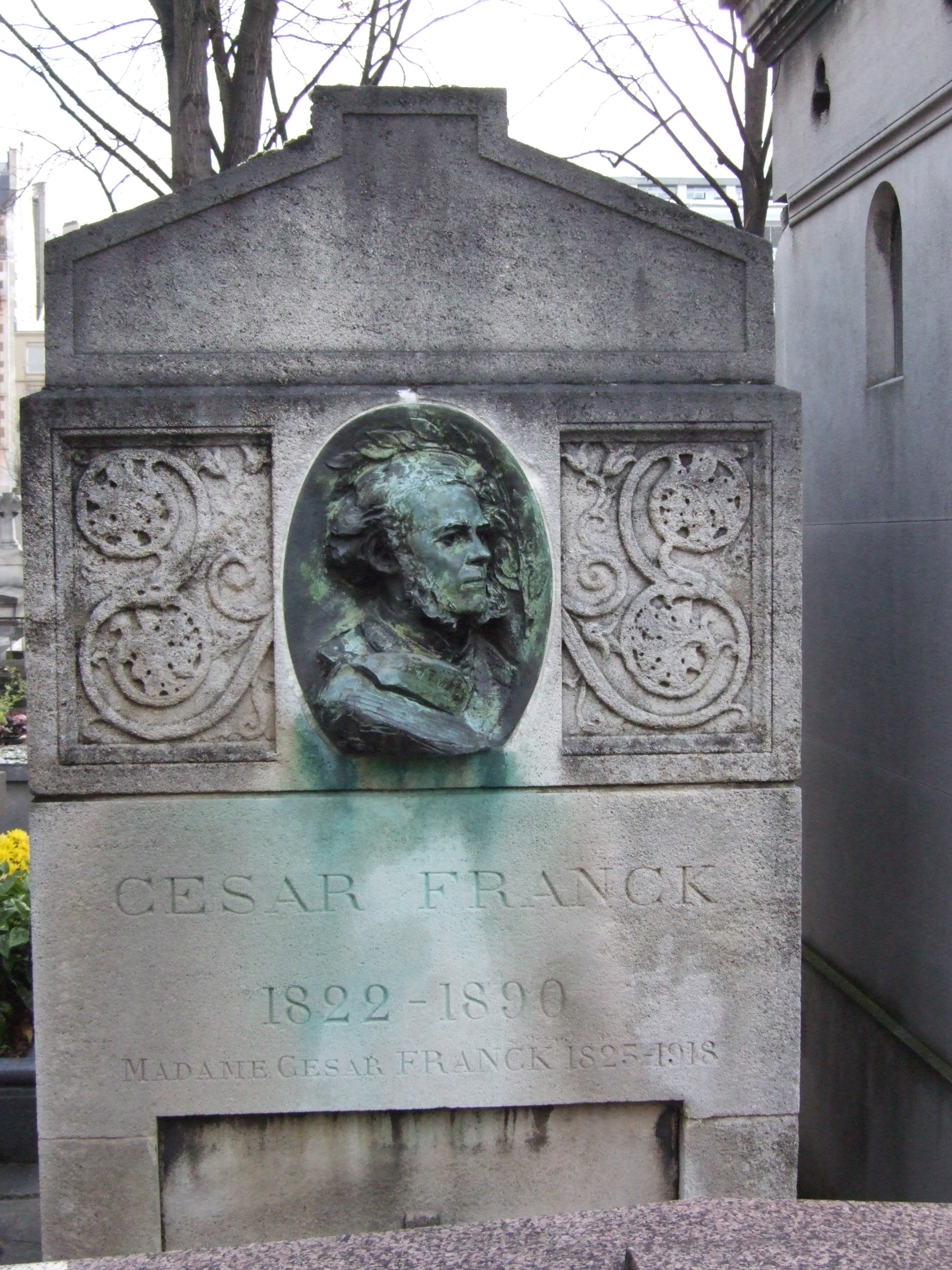
Auguste Rodin, "Médaillon sur la tombe de César Franck", Cimetière du Montparnasse Paris